# 判事検事登用試験
判事検事登用試験（はんじけんじとうようしけん）は、1891年（明治24年）より1922年（大正11年）まで行われていた、司法官任用のための試験である。行政官任用のための文官高等試験に対し、外交官と司法官については別試験体系がとられていた。判事・検事の任用については、判事検事登用試験合格者の他、3年以上帝国大学法科大学教授又は弁護士であった者からも任用可能であった。1923年（大正12年）以降、高等試験司法科として、行政官・外交官の任用試験に統一されると共に、弁護士試験と判事検事登用試験が統一されることにより法曹資格の一元化が図られた。

## 概要
試験は、判事検事登用試験規則（1891年（明治24年）司法省令第3号）に基づき実施された。
第1回試験と第2回試験があり、第1回試験に合格した者が司法官試補に任命され、1年6ヶ月の実地修習の後、第2回試験を受け、合格した者が判事又は検事に任命された。第1回試験が実質的な司法官採用試験であったが、帝国大学法科大学卒業生については、第1回試験を経ることなく司法官試補に任命された。
第1回試験
- 受験資格　司法省指定学校（後出）卒業者等
- 試験期日　年1回（10月又は11月実施）
- 試験科目

筆記試験　民法、商法、刑法、民事訴訟法、刑事訴訟法（1897年（明治30年）以降、憲法、行政法、国際公法、国際私法が加わる）
口述試験　上記5科目中3科目
- 試験場　　司法省

第2回試験
- 試験科目

筆記試験　2件の訴訟記録に基づく判決案の作成
口述試験　民法、商法、刑法、民事訴訟法、刑事訴訟法から3科目
第1回試験は合計で35回実施され、合格者の総数は、1,738名である。同期間において東京帝国大学法科大学卒業者で無試験にて司法官試補に任命された者は1,011名、京都帝国大学法科大学卒業者は412名である。
試験は大変な難関であり、1897年（明治30年）から1908年（明治41年）までの年平均で、出願者964名に対し、合格者77名、合格率8.0％であった。
司法官試補の資格を有する者は、弁護士試験を経ることなく弁護士資格が与えられたため、司法官試補任命後、依願免官の上弁護士を開業する者もいた。
明治末期、帝国大学法科大学卒業者のうち、無試験で司法官試補となる者が増えてきたことから、このいわゆる帝大特権は批判を受け、1923年（大正12年）から実施された高等試験司法科試験で帝大特権は廃止された。

## 前史
司法官の試験採用制度の嚆矢は、1884年（明治17年）の「判事登用規則」（太政官達第102号）である。この規則で初めて「判事ニ登用スルハ法学士代言人及ヒ試験ヲ行ヒ及第シタル者ニ限ル」こととされた。
これ以前は、自由任用、又は司法省法学校（正則科及び速成科）卒業生からの任用が行われていた。
判事登用規則による試験は1885年（明治18年）から1887年（明治20年）まで計5回行われ、合計682名の合格者を出しているが、これには、裁判所内の判事補・検事補・書記を対象とした部内試験合格者518名と、司法省法学校速成科卒業者101名も含まれており、私立法律学校卒業者は63名である。
次いで、1887年（明治20年）文官試験試補及見習規則（勅令第37号）により、1888年（明治21年）から1890年（明治23年）まで、3回の試験（行政官試補及び司法官試補任用のための「高等試験」）が行われ、司法官試補として64名の合格者を出している（行政官試補としての合格者は9名）。

## 老朽司法官淘汰
判事検事登用試験合格者と、帝国大学卒業者（法学士）により、毎年一定数の司法官任用が可能になるとともに、民法・商法・民事訴訟法といった近代法典が施行されるようになると、近代法を組織的に学んでいない従前の自由任用による司法官との置き換えが課題となっていった。裁判所構成法は、判事・検事は自らの意に反して免職されないと規定したためである。
このため、司法省は、1893年（明治26年）以降、勅令による司法官の定数削減などを用いて、老朽司法官の淘汰を進めることになる。その中では、1898年（明治31年）の曾禰荒助司法大臣・横田国臣司法次官による老朽司法官淘汰、1913年（大正2年）の松田正久司法大臣・平沼騏一郎検事総長による老朽司法官淘汰の人事が有名である。
この後、1921年（大正10年）の裁判所構成法改正により、司法官の定年制が導入された。

## 司法省指定学校
判事検事登用規則では、受験資格として「司法大臣ニ於テ指定シタル公私立ノ学校ニ於テ三年以上法律学ヲ修メタル証書ヲ有スル者」（第5条第1号）とする規定があり、この規定により、関西法律学校、日本法律学校、東京法学院、独逸学協会学校、東京専門学校、明治法律学校、慶應義塾、専修学校、和仏法律学校の9校の私立法律学校が司法省指定学校として指定された。

## 主な試験合格者
- 仲小路廉 1887年（明治20年）合格（部内登用試験）
- 寺田栄 1887年（明治20年）合格（部内登用試験）明治法律学校卒
- 有松英義 1888年（明治21年）合格（高等試験）　独逸学協会学校卒
- 小山松吉 1893年（明治26年）合格　独逸学協会学校卒
- 林頼三郎 1897年（明治30年）合格　東京法学院卒
- 尾佐竹猛 1899年（明治32年）合格　明治法律学校卒
- 山岡萬之助 1899年（明治32年）合格  日本法律学校卒
- 永田秀次郎 1899年（明治32年）合格  第三高等学校法学部卒
- 秋田清 1901年（明治34年）合格　日本法律学校卒
- 山崎今朝弥 1901年（明治34年）合格　明治法律学校卒
- 月村清次郎 1901年（明治34年）合格　東京専門学校卒
- 前田米蔵 1902年（明治35年）合格　東京法学院卒
- 一松定吉 1903年（明治36年）合格　明治法律学校卒
- 平出修 1903年（明治36年）合格　明治法律学校卒
- 吉田久 1905年（明治38年）合格　東京法学院卒
- 名川侃市 1907年（明治40年）合格  明治法律学校卒
- 手代木隆吉 1921年（大正10年）合格  中央大学法学部卒